# Grietje Elisabeth Tichelaar
Grietje Elisabeth Tichelaar (Loppersum, 6 november 1858 – Amsterdam, 30 oktober 1941) was een Nederlands weldoenster.

## Achtergrond
Ze werd als vijfde kind geboren uit het huwelijk tussen steenfabrikant en burgemeester van Loppersum Pieter Willems Tichelaar (1816-1893) en Johanna Klazina Harmanna Dijkhuizen (1825-1961). In 1889 huwde ze militair Adrianus Rutger Ophorst, die toen drie jaar weduwe was van Adriana Susanna Catharina Modderman (1859-1886). Uit het huwelijk tussen Ophorst en Tichelaar kwam vier kinderen voort, terwijl het gezin ook moest zorgen voor een dochter van Ophorst uit diens eerste huwelijk:
- Ada Camilla Ophorst (uit eerste huwelijk, Den Haag, 13 januari 1885-1955, vernoemd naar oma Ophorst)
- Pieter Willem Ophorst (3 december 1892-8 juli 1893)[1][2]
- Adriana (29 juni 1894-mei 1916, studente medicijnen)[3][4]
- Johanna Margarethe Elisabeth Ophorst (1899-overleden later dan 1991); huwde ingenieur Hendrik Burger
- Willem Ophorst (vroeg overleden)

Het echtpaar woonde enige tijd aan de Stadhouderskade 151 te Amsterdam.

## Werkzaamheden
In 1913 was ze betrokken bij de oprichting van een vakantiekamp. In 1914 zat ze in een vrouwencomité voor vrouwen en meisjes om kleding in te zamelen voor de opgeroepen militairen voor de mogelijke inval vanuit België in het kader van de Eerste Wereldoorlog. Ze was tevens werkzaam in de Werkverschaffing voor Vrouwen en zat in de organisatie van Amsterdamsche Jongemannen Vereeniging (AJMV). In 1915 was ze betrokken bij de een tentoonstelling te houden in het Stedelijk Museum ten bate van de Amsterdamsche Vereeniging voor Zuigelingenzorg. In 1916 zamelde ze geld in voor de slachtoffers van de stormvloed van 1916. Ze was verbonden aan het comité voor een tentoonstelling van kant en kunstnaaldwerk ten bate van het Tehuis voor Belgische oorlogswezen (Nederlandsch paviljoen in het Weeshuis van H.M. Koningin Elisabeth voor Belgische Oorlogswezen, 1917). In 1918 was ze betrokken bij een opvoering van de operapersiflage Loh en Grien (naar Lohengrin van Richard Wagner) ten bate van de Vereeniging tot opvoeding van halfverweesde, verwaarloosde of verlaten kinderen. In 1920 zat ze in het erecomité voor het Centraal Genootschap voor Kinderenherstellingskolonies en dan met name voor ondoorvoede Nederlandse kinderen. Tevens was ze medeorganisator van de tentoonstelling "Het huis en zijn inrichting", gehouden in het Paleis voor Volksvlijt.